# Digitaria catamarcensis
Digitaria catamarcensis là một loài thực vật có hoa trong họ Hòa thảo. Loài này được Rúgolo mô tả khoa học đầu tiên năm 1976.